# Clima temperat subhumit d'altitud

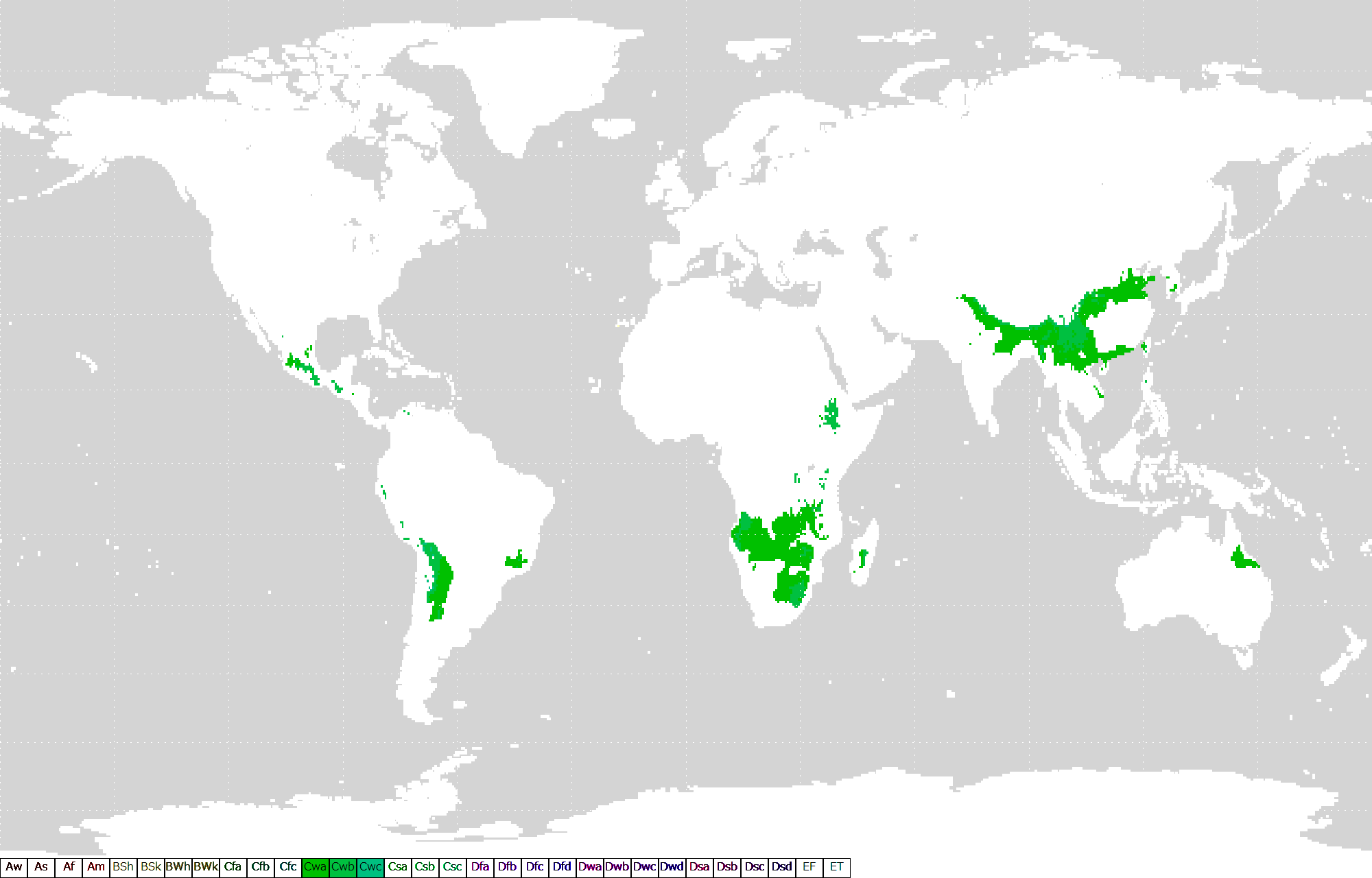
Àrees o regions de clima sínic al món segons la classificació climàtica de Köppen.

El clima temperat càlid plujós d'hivern sec o clima sínic és un tipus de clima segons la classificació climàtica de Köppen. Es tracta d'una mena de variant del clima subtropical humit. El mot "sínic" es va originar en el fet que aquest tipus de clima és molt característic de certes regions de la Xina.

## Característiques
És un clima suau però de caràcter continental. Es pot considerar com una extensió del clima monsònic a les zones temperades.
Es caracteritza per un hivern sec i suau. Els estius són relativament plujosos. Aquest tipus de clima és molt favorable per a l'agricultura. Les plantes adaptades a aquest clima reben quantitats importants de pluja durant llur període vegetatiu.
Normalment, es registren de 1.000 a 2.000 mm de pluja a l'any. Les diferències de temperatures són sovint molt accentuades, a causa del caràcter continental d'aquest clima, especialment als llocs on aquest fet s'accentua per distàncies més grans fins a la costa més propera.
El clima sínic és un clima molt agradable, car les pluges estivals moderen la calor de l'estiu, i els hiverns són secs i de nits fresques. En moltes zones limita amb el clima de la sabana. La neu i les glaçades hi són absents excepte a altituds elevades. Els colons europeus de certes zones de Kenya i de Zimbabwe (abans Rhodèsia del Sud) varen aprofitar els avantatges d'aquest clima per a fundar grans explotacions agràries.